# Peter Brandl (Fußballspieler)
Peter Brandl (* 17. Juli 1988 in Krems an der Donau) ist ein ehemaliger österreichischer Fußballspieler und -trainer.

## Karriere
Brandl begann seine Karriere beim FC Rohrendorf. 2003 ging er in die AKA St. Pölten. 2007 spielte er erstmals für den SKN St. Pölten in der Regionalliga und stieg 2008 mit der Mannschaft in den Profifußball auf. Sein Profidebüt gab er am 12. Spieltag der Saison 2008/09 im Spiel gegen die Red Bull Juniors. 2016 konnte er mit dem SKN St. Pölten in die Bundesliga aufsteigen.
Nach der Saison 2016/17 verließ er St. Pölten und legte eine Karrierepause ein.
Im Jänner 2018 wechselte er zum unterklassigen SV Bergern. Dort war er auch eine halbe Spielzeit als Spielertrainer tätig.
Nach seinem Karriereende als Aktiver wurde er als Yogalehrer tätig.